# Верхньопавлушкино
Ве́рхньопавлу́шкино (рос. Верхнепавлушкино) — село у складі Бугурусланського району Оренбурзької області, Росія.

## Населення
Населення — 211 осіб (2010; 382 у 2002).
Національний склад (станом на 2002 рік):
- мордва — 84 %